# ТЭФИ (премия, 1998)
ТЭ́ФИ — российская национальная телевизионная премия за высшие достижения в области телевизионных искусств. Учреждена фондом «Академия российского телевидения» 21 октября 1994 года. Премия должна была стать российским аналогом американской телевизионной премии «Эмми».
Для участия в конкурсе «ТЭФИ—1998» принимались работы, произведённые и впервые вышедшие в эфир на территории России в период с 1 января 1997 года по 1 января 1998 года.

## Церемония
Четвёртая церемония награждения была проведена 24 мая 1998 года в киноконцертном зале «Пушкинский». Её ведущими стали Ирина Зайцева и Константин Эрнст. Подготовка и трансляция в эфире телевизионной версии церемонии награждения была выполнена ОАО «ОРТ».

## Победители и финалисты
Победители указаны первыми и выделены отдельным цветом 
N/A — сведения о финалистах отсутствуют в доступных источниках информации
| Номинации                                                                                              | Победители и финалисты                                                             | Производитель                                                          | Представляющая организация | Канал-вещатель            |
| --- | ---------------------------------------------------------------------------------- | ---------------------------------------------------------------------- | --- | ------------------------- |
| Информационная программа                                                                               | «Сегодня»                                                                          | Телекомпания «НТВ»                                                     | Телекомпания «НТВ» | НТВ                       |
| Информационная программа                                                                               | «Вести»                                                                            | ВГТРК                                                                  | ВГТРК | РТР                       |
| Информационная программа                                                                               | «Времечко»                                                                         | Телекомпания «Авторское телевидение» (АТВ)                             | Телекомпания «Авторское телевидение» (АТВ) | ТВ Центр                  |
| Ведущий информационной программы                                                                       | Михаил Осокин — «Сегодня вечером»                                                  | Телекомпания «НТВ»                                                     | Телекомпания «НТВ» | НТВ                       |
| Ведущий информационной программы                                                                       | Александра Буратаева — «Новости»                                                   | ОРТ                                                                    | ОРТ | ОРТ                       |
| Ведущий информационной программы                                                                       | Михаил Леонтьев — «На самом деле»                                                  | Телекомпания «ТВ Центр»                                                | Телекомпания «ТВ Центр» | ТВ Центр                  |
| Публицистическая программа                                                                             | «Старая квартира»                                                                  | Телекомпания «Авторское телевидение» (АТВ)                             | Телекомпания «Авторское телевидение» (АТВ), международная конфедерация театральных союзов, международное историко-просветительское и правозащитное общество «Мемориал» | РТР                       |
| Публицистическая программа                                                                             | «Совершенно секретно»                                                              | Телекомпания «Совершенно секретно — Телеком»                           | Телекомпания «Совершенно секретно — Телеком» | РТР                       |
| Публицистическая программа                                                                             | «Намедни. 1961—1991»                                                               | Телекомпания «НТВ»                                                     | Телекомпания «НТВ» | НТВ                       |
| Программа о спорте                                                                                     | «Век футбола»                                                                      | Информационно-издательская компания «Московские новости»               | Телекомпания «НТВ», информационно-издательская компания «Московские новости»                                                                                           | НТВ                       |
| Программа о спорте                                                                                     | «Футбольное обозрение»                                                             | ОРТ                                                                    | ОРТ | ОРТ                       |
| Программа о спорте                                                                                     | «Футбольный клуб»                                                                  | Телекомпания «НТВ»                                                     | Телекомпания «НТВ» | НТВ                       |
| Спортивный комментатор                                                                                 | Евгений Майоров — I период хоккейного матча «Детройт» — «Филадельфия»              | Телекомпания «НТВ-Плюс» (Спорт)                                        | Телекомпания «НТВ-Плюс» (Спорт) | НТВ                       |
| Спортивный комментатор                                                                                 | Виктор Гусев — «Новости спорта» («Время»)                                          | ОРТ                                                                    | ОРТ | ОРТ                       |
| Спортивный комментатор                                                                                 | N/A                                                                                |                                                                        | |                           |
| Программа об искусстве                                                                                 | «В поисках утраченного»                                                            | Телекомпания «Авторское телевидение» (АТВ)                             | Телекомпания «Авторское телевидение» (АТВ) | ОРТ                       |
| Программа об искусстве                                                                                 | «Серебряный шар»                                                                   | Телекомпания «ВИD»                                                     | ОРТ | ОРТ                       |
| Программа об искусстве                                                                                 | «Абзац» («Парадоксы Алексея Германа»)                                              | Студия «Команда — 2»                                                   | ВГТРК | РТР                       |
| Телевизионный игровой (художественный) фильм или сериал                                                | «Бедная Саша»                                                                      | МНВК «ТВ-6 Москва», компания «Голд вижн»                               | МНВК «ТВ-6 Москва» | ТВ-6 Москва               |
| Телевизионный игровой (художественный) фильм или сериал                                                | «Ермак»                                                                            | Киностудия «Жанр»                                                      | ОРТ | ОРТ                       |
| Телевизионный игровой (художественный) фильм или сериал                                                | «Королева Марго»                                                                   | Студия «Шанс»                                                          | Телекомпания «ТВ Центр» | ТВ Центр                  |
| Телевизионный документальный фильм или сериал                                                          | «Записки из мёртвого дома»                                                         | Телекомпания «REN TV»                                                  | Телекомпания «REN TV» | ОРТ                       |
| Телевизионный документальный фильм или сериал                                                          | «Это — Москва»                                                                     | «Мастерская Игоря Шестакова»                                           | ВГТРК | РТР                       |
| Телевизионный документальный фильм или сериал                                                          | «Зри в корень» (из цикла «Кучугуры и окрестности — 2»)                             | Независимая студия «Телемост», г. Воронеж                              | ВГТРК | РТР                       |
| Ток-шоу                                                                                                | «Человек в маске»                                                                  | Телекомпания «Авторское телевидение» (АТВ)                             | Телекомпания «Авторское телевидение» (АТВ), АНО «Интерньюс» | ОРТ                       |
| Ток-шоу                                                                                                | «Я сама»                                                                           | МНВК «ТВ-6 Москва»                                                     | МНВК «ТВ-6 Москва» | ТВ-6 Москва               |
| Ток-шоу                                                                                                | «Частная жизнь»                                                                    | Пермская ГТКРК «Т7»                                                    | Пермская ГТКРК «Т7» | 7 ТВК, г. Пермь           |
| Развлекательная программа                                                                              | «Сам себе режиссёр»                                                                | Продюсерский центр «Видео Интернешнл»                                  | ВГТРК | РТР                       |
| Развлекательная программа                                                                              | «Дог-шоу. Я и моя собака»                                                          | Телекомпания «Живые новости»                                           | Телекомпания «НТВ» | НТВ                       |
| Развлекательная программа                                                                              | «О.С.П.-студия»                                                                    | Компания «О.С.П.»                                                      | МНВК «ТВ-6 Москва» | ТВ-6 Москва               |
| Ведущий развлекательной программы                                                                      | Николай Фоменко — «Перехват», «Русские гвозди»                                     | Компания «ТВФ»                                                         | Телекомпания «НТВ» | НТВ                       |
| Ведущий развлекательной программы                                                                      | Михаил Ширвиндт — «Дог-шоу. Я и моя собака»                                        | Телекомпания «Живые новости»                                           | Телекомпания «НТВ» | НТВ                       |
| Ведущий развлекательной программы                                                                      | Сергей Белоголовцев, Татьяна Лазарева, Павел Кабанов, Михаил Шац — «О.С.П.-студия» | Компания «О.С.П.»                                                      | МНВК «ТВ-6 Москва» | ТВ-6 Москва               |
| Программа для детей                                                                                    | «Детский адвокат»                                                                  | Школа телевизионного мастерства «Новые кадры», г. Нижний Новгород      | Школа телевизионного мастерства «Новые кадры», г. Нижний Новгород | 4 ТВК, г. Нижний Новгород |
| Программа для детей                                                                                    | «До 16 и старше»                                                                   | Телекомпания «Класс!»                                                  | ОРТ | ОРТ                       |
| Программа для детей                                                                                    | «Улица Сезам»                                                                      | Агентство «ВидеоАрт», «Чилдренс Телевижн Уоркшоп»                      | Телекомпания «НТВ» | НТВ                       |
| Просветительская программа                                                                             | «Поэт в России больше, чем поэт»                                                   | Телекомпания «REN TV»                                                  | Телекомпания «REN TV» | Культура                  |
| Просветительская программа                                                                             | «Колесо истории»                                                                   | Телекомпания «Каскад ТВ»                                               | ОРТ | ОРТ                       |
| Просветительская программа                                                                             | «Очевидное — невероятное. Век XXI»                                                 | Ассоциация научно-популярного и просветительского телевидения «АСС-ТВ» | ОРТ | ОРТ                       |
| Репортёр                                                                                               | Павел Лобков — «Итоги», «Сегодня»                                                  | Телекомпания «НТВ»                                                     | Телекомпания «НТВ» | НТВ                       |
| Репортёр                                                                                               | Павел Шеремет — «Новости», «Время»                                                 | ОРТ                                                                    | ОРТ | ОРТ                       |
| Репортёр                                                                                               | Михаил Маркелов — «Совершенно секретно»                                            | Телекомпания «Совершенно секретно — Телеком»                           | Телекомпания «Совершенно секретно — Телеком» | РТР                       |
| Режиссёрская работа                                                                                    | Андрей Челядинов — «Старая квартира»                                               | Телекомпания «Авторское телевидение» (АТВ)                             | Телевизионное рекламное агентство «РЕАЛ ТВ» | РТР                       |
| Режиссёрская работа                                                                                    | N/A                                                                                |                                                                        | |                           |
| Режиссёрская работа                                                                                    | N/A                                                                                |                                                                        | |                           |
| Операторская работа                                                                                    | Андрей Макаров — «Старые песни о главном — 3»                                      | ОРТ                                                                    | ОРТ | ОРТ                       |
| Операторская работа                                                                                    | N/A                                                                                |                                                                        | |                           |
| Операторская работа                                                                                    | N/A                                                                                |                                                                        | |                           |
| Продюсерская работа                                                                                    | Константин Эрнст — «Старые песни о главном — 3»                                    | ОРТ                                                                    | ОРТ | ОРТ                       |
| Продюсерская работа                                                                                    | Александр Бондарев — «Цикл программ Эдварда Радзинского»                           | Продюсерский центр «Иван!»                                             | ОРТ | ОРТ                       |
| Продюсерская работа                                                                                    | N/A                                                                                |                                                                        | |                           |
| Телевизионный дизайн                                                                                   | Комплекс телевизионного дизайна графической идентификации канала НТВ               | Компания «НТВ-Дизайн»                                                  | Телекомпания «НТВ» | НТВ                       |
| Телевизионный дизайн                                                                                   | N/A                                                                                |                                                                        | |                           |
| Телевизионный дизайн                                                                                   | N/A                                                                                |                                                                        | |                           |
| Телевизионный проект года                                                                              | Канал «Культура»                                                                   | ВГТРК                                                                  | ВГТРК | Культура                  |
| Телевизионный проект года                                                                              | «Старые песни о главном-3»                                                         | ОРТ                                                                    | ОРТ | ОРТ                       |
| Телевизионный проект года                                                                              | Канал «ТВ Центр»                                                                   | Телекомпания «ТВ Центр»                                                | Телекомпания «ТВ Центр» | ТВ Центр                  |
| «За личный вклад в развитие российского телевидения»                                                   | Кириллов Игорь Леонидович                                                          |                                                                        | |                           |
| Специальный приз Академии Российского телевидения «За мужество при исполнении профессионального долга» | Елена Масюк, Илья Мордюков, Дмитрий Ольчев                                         |                                                                        | |                           |
| Специальный приз Академии Российского телевидения «За мужество при исполнении профессионального долга» | Ильяс Богатырёв, Владислав Черняев                                                 |                                                                        | |                           |
| Специальный приз Академии Российского телевидения «За мужество при исполнении профессионального долга» | Роман Перевезенцев, Вячеслав Тибелиус                                              |                                                                        | |                           |
| Специальный приз Академии Российского телевидения                                                      | Маринина Ксения Борисовна — «Телевидение — любовь моя»                             |                                                                        | |                           |